# Gérard Borg
Pour les articles homonymes, voir Borg.
Gérard Borg (né en 1926) est un hypnotiseur, navigateur et écrivain français.

## Biographie
Gérard Borg est né en 1926.
Au Brésil, il découvre, selon ses dires, son don pour l’hypnose, achète un voilier nommé Inae et parcourt, selon sa méthode de « zizagodromie », les océans, en compagnie de son ami Pierre Jollois, puis de son épouse. Il en tirera un récit publié en 1967 chez Calmann-Lévy : Les Tetragonautes. En 1970, après avoir partagé l’aventure hippie, ce sera Le voyage à la drogue, aux Éditions du Seuil, puis chez Arthaud, La Ruée vers l’eau.
C’est sous sa direction et celle de Pierre Jollois que seront publiés de 1977 à 1980 les 15 volumes de l’ouvrage collectif Nauticus - Encyclopédie pratique du bateau aux  Éditions Maritimes et d'Outre-Mer.
Il a tenu également des chroniques régulières dans la revue Les Cahiers du yachting.